# ويليام أوبراين (ضابط شرطة)
ويليام أوبراين (بالإنجليزية: William O'Brien)‏ هو ضابط شرطة أمريكي، ولد في 10 مارس 1944، وتوفي في 3 مارس 2016.